# 32614 Hacegarcia
32614 Hacegarcia este o planetă minoră (asteroid), cu un diametru de 2,792 km, din centura de asteroizi. A fost descoperită pe 20 august 2001 la Experimental Test Site⁠(d) de Lincoln Near-Earth Asteroid Research. 
Obiectul prezintă o orbită caracterizată de o semiaxă mare de 2,3801732 UAi, o excentricitate de 0,08, o înclinație de 7,32034 ° în raport cu ecliptica.